# 合成化合物
合成化合物（ごうせいかごうぶつ）とは、化合物の中でも特にある目的を持って人為的に生成されたものである。人工化合物とも呼ばれる。
食品添加物や薬品、肥料や農薬、繊維や樹脂など幅広く用いられている。
合成化合物という言葉は科学的な用語ではなく、天然化合物に対して人工的に作られた化合物を呼ぶための俗語である。石油由来の石油化学製品を限定して指す場合もある。

## 安全性
特に食品・薬品の分野において、天然由来ではない合成化合物は有害なものと捉えることで、天然製品を宣伝する販促があるが、実際には天然化合物と合成化合物とで安全性には何ら差はない。むしろ衛生面や純度において、不純物が混入しにくい、より衛生的であるなど多くの安全メリットが存在する場合もある。
一方で、天然・合成問わず化合物は化学構造の僅かな差異で活性が大きく変化することも考えられるため、これらを取り扱う企業には医薬品医療機器等法による安全性の確認、食品衛生法による使用量・表示の規定といった厳格な基準が定められている。
近年においては、諸外国から輸入される製品における不備が頻繁に取り上げられ、安全性について耳目を集めている。またこれに便乗して無用に消費者の不安を煽り、殊更に天然をうたった製品も多い。しかしこういった場合、真に問題があるのは扱いを誤った事業者や制度であり、合成化合物そのものが危険なのではなく、誤った扱いを受ければ、天然・合成に関係なく害になるものである。